# Henri Fantin-Latour

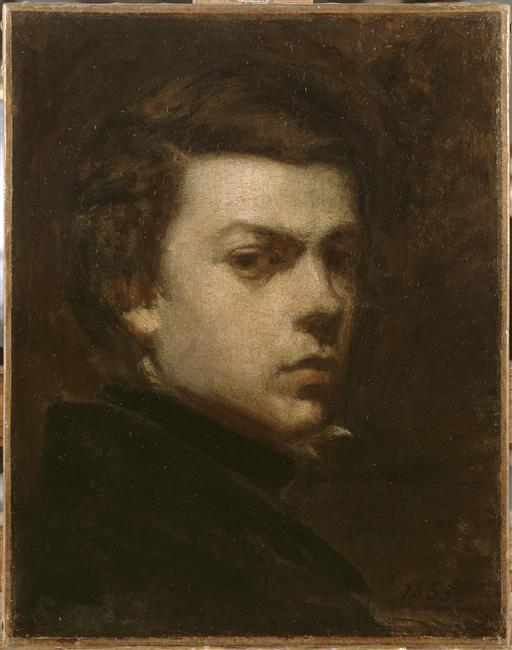
Autoportret

Henri Fantin-Latour (14. ledna 1836, Grenoble, Francie – 25. srpna 1904, Buré) byl francouzský malíř a litograf.
Henri Fantin-Latour maloval především květiny a naturalistické portréty svých současníků, např. Maneta.

## Dílo
- Portrét Edouarda Maneta, 18624446969
- Ateliér v Batignolles, 1870
- Květy a ovoce, 1886